# Mitaki-dera
 (signalé en juillet 2025).
Si vous disposez d'ouvrages ou d'articles de référence ou si vous connaissez des sites web de qualité traitant du thème abordé ici, merci de compléter l'article en donnant les références utiles à sa vérifiabilité et en les liant à la section « Notes et références ».
- Archive Wikiwix
- Bing
- Cairn
- DuckDuckGo
- E. Universalis
- Gallica
- Google
- G. Books
- G. News
- G. Scholar
- Persée
- Qwant
- (zh) Baidu
- (ru) Yandex
- (wd) trouver des œuvres sur Wikidata

Mitaki-dera (三瀧寺) est un temple bouddhiste de la ville de Hiroshima au Japon. 

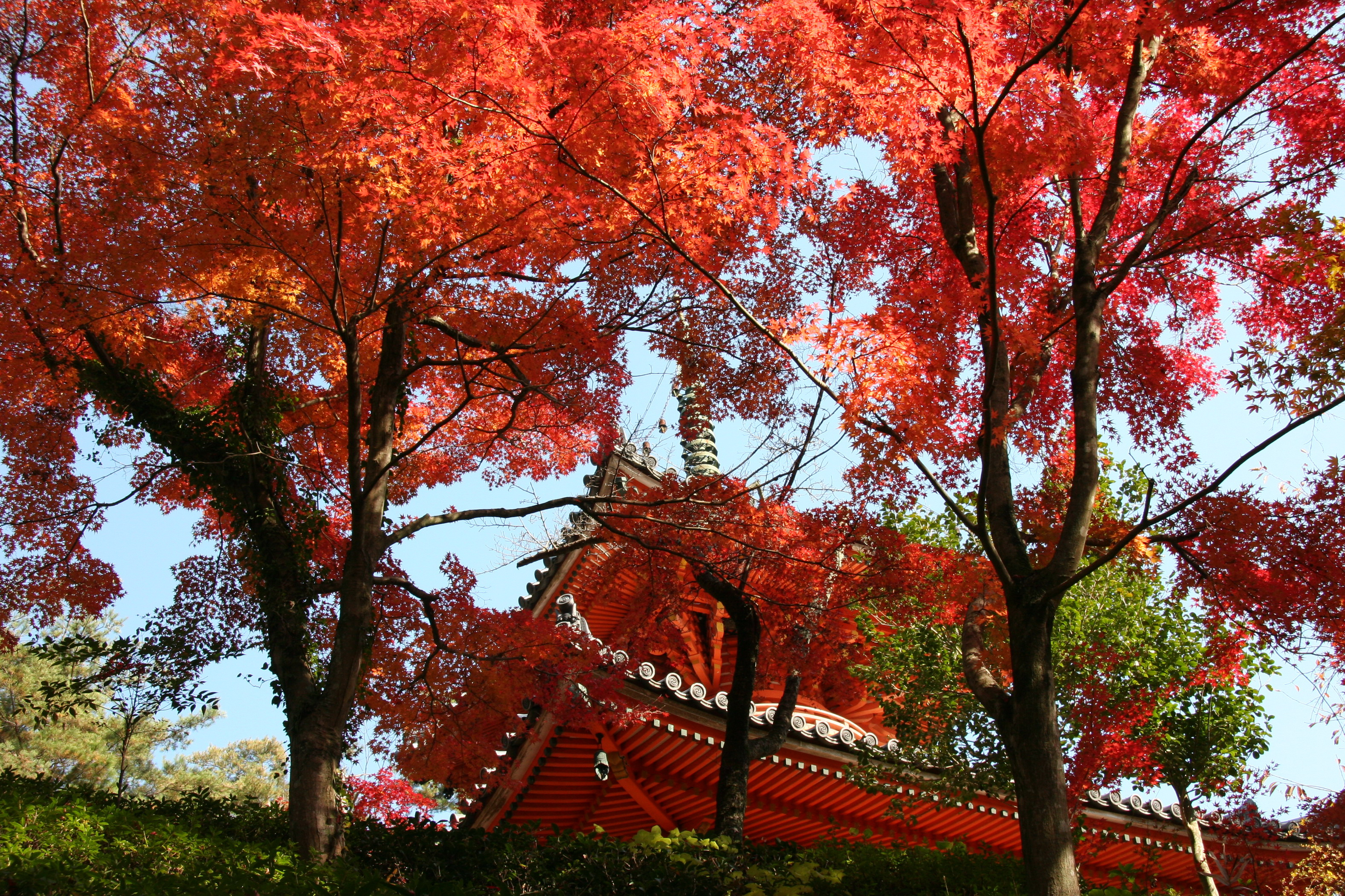
Mitaki-dera

Fondé en 809 durant l'ère Daidō, le temple possède trois cascades dont l'eau est offerte en offrande aux victimes du bombardement atomique durant la cérémonie qui se déroule chaque année au  parc du Mémorial de la Paix de Hiroshima (kanji: 広島平和記念公園, rōmaji: Hiroshima heiwa kinen kōen) 
Le tahōtō provient du sanctuaire shinto Hiro Hachiman-jinja (広八幡神社) de Hirogawa, préfecture de Wakayama, afin d'organiser un service commémoratif pour les victimes de la bombe atomique en 1951.
À l'intérieur se trouve une statue en bois d'Amida Nyorai.
Mitaki-dera, treizième des trente-trois temples du pèlerinage de Chūgoku Kannon, est aussi renommé pour son sakura, changement de couleur des feuilles en automne.